# Ibrahima Wade
Ibrahima Wade (Dakar, Senegal, 6 de septiembre de 1968) es un atleta francés de origen senegalés retirado especializado en la prueba de 4 × 400 m, en la que ha conseguido ser medallista de bronce europeo en 2002.

## Carrera deportiva
En el Campeonato Europeo de Atletismo de 2002 ganó la medalla de bronce en los relevos 4x400 metros, con un tiempo de 3:02.76 segundos, llegando a meta tras Reino Unido y Rusia, siendo sus compañeros de equipo: Leslie Djhone, Ahmed Douhou y Naman Keïta.